# Wormelow Tump
Wormelow Tump – wieś w Anglii, w hrabstwie Herefordshire. Leży 10 km na południe od miasta Hereford i 188 km na zachód od Londynu.